# Putranjivaceae
Putranjivaceae je porodica kritosjemenjača koja sadrži 217 vrsta zimzelenih tropskih stabala u 2 roda. Podrijetlo ove porodice je u Africi i Maleziji.

## Taksonomija
Ova je porodica prije bila tribus (Drypeteae) potporodice Phyllanthoideae u porodici Euphorbiaceae. Kad su Phyllanthoideae odvojene radi formiranja nove porodice Phyllanthaceae, znanstvenici su Drypeteae dodijelili status porodice.

## Opis
Putranjivaceae sadrži pereko 210 vrsta zimzelenog drveća tropskog područja, osobito od Afrike do Malezije. Drypetes (oko 200 vrsta) nalazi se na cijelom ovom području. Putranjivaceae imaju dvoredne, često prilično kožaste listove koji su pri dnu asimetrični. Često imaju papren okus ili poput inferiorne rotkvice kada su svježe zbog karakterističnih kemikalija koje sadrže sumpor (ista klasa glukozinolata ili ulja gorušice, koja su prisutna u porodici Brassicaceae). Cvjetovi su prilično mali, muški ili ženski, a nalaze se u skupinama u pazušcima listova. Mesnati plod, koštunica.
Rodovi u ovoj porodici su:
- Drypetes, 213 vrsta
- Putranjiva, 4 vrste